# Rhinomyza fusca
Rhinomyza fusca är en tvåvingeart som beskrevs av Christian Rudolph Wilhelm Wiedemann 1820. Rhinomyza fusca ingår i släktet Rhinomyza och familjen bromsar. Inga underarter finns listade i Catalogue of Life.